# Lac Courtois (Le Fjord-du-Saguenay)
Pour les articles homonymes, voir Courtois.
Ne doit pas être confondu avec Lac Courtois (Jamésie).
Le lac Courtois est un plan d'eau douce du bassin versant de la rivière Péribonka, situé sur la rive Nord-Ouest du fleuve Saint-Laurent, situé dans le territoire non organisé de Mont-Valin, dans la municipalité régionale de comté (MRC) Le Fjord-du-Saguenay, dans la région administrative de la Saguenay-Lac-Saint-Jean, dans la province de Québec, au Canada.
Ce lac s’avère le principal plan d’eau de tête de la rivière Courtois. La foresterie constitue la principale activité économique du secteur ; les activités récréotouristiques sont accessoires compte tenu de l’éloignement géographique et du manque de routes d’accès,,.
La surface du lac Courtois est habituellement gelée de la fin novembre au début avril, toutefois la circulation sécuritaire sur la glace se fait généralement de la mi-décembre à la fin mars.

## Géographie
Les principaux bassins versants voisins du lac Courtois sont :
- côté Nord : rivière Péribonka Est, rivière Péribonka, rivière Épervanche, rivière Savane, rivière du Cran Cassé ;
- côté Est : rivière Savane, rivière Benoît, rivière des Montagnes Blanches ;
- côté Sud : rivière Courtois, lac Benoît, rivière Savane, rivière Péribonka, rivière à Michel, rivière à Michel Nord ;
- côté Ouest : lac Natipi, rivière Péribonka, rivière Témiscamie[2].

Le lac Courtois comporte une longueur de 4,9 km, une largeur maximale de 2,0 km et une altitude de 606 m. Une décharge (venant du Nord-Est) de plusieurs lacs non identifiés se déverse dans une baie de la rive Nord du lac.
L’embouchure du lac Courtois est localisée sur la rive Sud-Ouest du lac, soit à :
- 5,5 km à l’Ouest du cours de la rivière Savane ;
- 9,6 km à l’Est du cours de la rivière Péribonka ;
- 22,5 km au Nord du lac Natipi ;
- 29,1 km au Nord de l’embouchure de la rivière Courtois (confluence avec la rivière Savane) ;
- 59,6 km au Nord de l’embouchure de la rivière Savane (confluence avec la rivière Péribonka)[2],[5].

À partir de l’embouchure du lac Courtois, le courant descend en suivant le cours de la rivière Courtois sur 38,7 km vers le Sud, le cours de la rivière Savane sur 38,0 km vers le Sud-Ouest, le cours de la rivière Péribonka sur 436,3 km vers le Sud, traverse le lac Saint-Jean sur 29,3 km vers l’Est, puis emprunte sur 155 km le cours de la rivière Saguenay vers l’Est jusqu'à la hauteur de Tadoussac où il conflue avec le fleuve Saint-Laurent.

## Toponymie
Le toponyme « lac Courtois » a été accepté à la réunion de la Commission de géographie du Québec du 7 avril 1945.
Le toponyme « Lac Courtois » a été officialisé le 5 décembre 1968 par la Commission de toponymie du Québec.